# David Mallet
David Mallet (Surrey, 1945. december 17. – ) Primetime Emmy-díjas angol rendező. Legfőképpen a videoklipjeiről ismert. Ő rendezte többek között David Bowie innovatív „Ashes to Ashes” klipjét 1980-ban, a Rush „Distant Early Warning”-ját és a Queen „Radio Ga Ga” és „I Want to Break Free” című dalaihoz készült klipet, 1984-ben. Rendezői munkája mellett többek közt a The Kenny Everett Show producere is volt. Emellett egész estés koncertfilmek megjelentetésében segédkezett; többek közt a Queen, a U2, az AC/DC, valamint Sarah Brightman mellett. A 46664 jótékonysági koncertek és a Cirque du Soleil rendszeres munkatársa.

## Külső hivatkozások
- David Mallet az IMDb-n